# 世界文化理事会
世界文化理事会（せかいぶんかりじかい、英: World Cultural Council(英語版)、略称 WCC　西：Consejo Cultural Mundial 略称 CCM　中：世界文化理事会）は、文化価値、善意、博愛を推進する国際機関である。

## 沿革
世界文化理事会は、科学、教育、芸術の分野における世界的権威の124人の創立メンバーとともに1981年に創設された。科学、教育、芸術の分野における世界レベルの研究の促進、グローバル化、国際文化促進を推進し、1984年に第一回世界文化理事会授賞式が開催された。1984年以降、毎年異なる国の大学・教育機関の主催のもとで行われる授賞式では、世界最先端の研究、功績を称え、「アルベルト・アインシュタイン世界科学賞」、「ホセ・バスコンセロス世界教育賞」、「レオナルド・ダ・ヴィンチ世界芸術賞」を、人類の文明の発達、文化の促進に貢献した傑出した個人に授与する。世界文化理事会の創立メンバー、現在の国際評議会員の中にはノーベル賞受賞者が数多くいる。

## 授賞式
| 年   | 主催機関                                | 開催地                                                                                            | 開催国           | 開催日         | 脚注                                             |
| ---- | --------------------------------------- | ------------------------------------------------------------------------------------------------- | ---------------- | -------------- | ------------------------------------------------ |
| 2019 | 筑波大学                                | つくば国際会議場（日本）                                                                          | 日本             | 2019年10月4日  | [ 2 ] [ 3 ]                                      |
| 2018 | 香港城市大学                            | 黃翔羅許月伉儷講堂（香港）                                                                        | 香港             | 2018年11月8日  | [ 4 ] [ 5 ]                                      |
| 2017 | ライデン大学                            | 聖ペテロ教会 （ライデン）                                                                         | オランダ         | 2017年11月8日  | [ 6 ] [ 7 ]                                      |
| 2016 | リガ工科大学                            | ラトビア国立図書館 （リガ）                                                                       | ラトビア         | 2016年10月14日 | [ 8 ] [ 9 ]                                      |
| 2015 | ダンディー大学                          | ケアード・ホール (ダンディー（スコットランド））                                                  | イギリス         | 2015年11月19日 | [ 10 ] [ 11 ] [ 12 ]                             |
| 2014 | アールト大学                            | オタカアリ1棟 アールト大学 （エスポー）                                                           | フィンランド     | 2014年11月17日 | [ 13 ] [ 14 ] [ 15 ] [ 16 ]                      |
| 2013 | 南洋理工大学                            | 南洋講堂 南洋理工大学 （シンガポール）                                                            | シンガポール     | 2013年10月2日  | [ 17 ] [ 18 ] [ 19 ] [ 20 ] [ 21 ] [ 22 ] [ 23 ] |
| 2012 | オーフス大学                            | メイン講堂 オーフス大学 （オーフス）                                                              | デンマーク       | 2012年4月18日  | [ 24 ] [ 25 ] [ 26 ] [ 27 ] [ 28 ] [ 29 ] [ 30 ] |
| 2011 | タルトゥ大学                            | アセンブリー講堂 タルトゥ大学 （タルトゥ）                                                        | エストニア       | 2011年11月10日 | [ 31 ] [ 32 ] [ 33 ] [ 34 ] [ 35 ] [ 36 ]        |
| 2010 | メキシコ州立自治大学                    | マグナ・アドルフォ・ロペス・マテオス講堂 メキシコ州立自治大学 （トルーカ）                        | メキシコ         | 2010年12月8日  | [ 37 ] [ 38 ] [ 39 ] [ 40 ] [ 41 ]               |
| 2009 | リエージュ大学                          | 学術棟 リエージュ大学 （リエージュ）                                                              | ベルギー         | 2009年11月25日 | [ 42 ] [ 43 ] [ 44 ] [ 45 ] [ 46 ]               |
| 2008 | プリンストン大学                        | リチャードソン講堂 アレクサンダーホール (プリンストン大学) （プリンストン（ニュージャージー州）） | アメリカ合衆国   | 2008年11月11日 | [ 47 ] [ 48 ] [ 49 ]                             |
| 2007 | ヌエボ・レオン州立大学                  | 大学大講堂 メデロスキャンパス （モンテレイ）                                                      | メキシコ         | 2007年11月24日 | [ 50 ] [ 51 ] [ 52 ] [ 53 ]                      |
| 2006 | 国立理工大学                            | マヌエル・ポンセ ベジャス・アルテス宮殿 (メキシコシティ)                                          | メキシコ         | 2006年10月28日 | [ 54 ] [ 55 ] [ 56 ] [ 57 ]                      |
| 2005 | アグラリア・アントニオ・ナロ自治大学    | フェルナンド・ソレル劇場 (サルティーヨ)                                                           | メキシコ         | 2005年11月12日 | [ 58 ] [ 59 ]                                    |
| 2004 | リエージュ大学                          | ヨーロッパ円形劇場 リエージュ大学 （リエージュ）                                                  | ベルギー         | 2004年11月8日  | [ 60 ] [ 61 ] [ 62 ]                             |
| 2003 | ヘルシンキ大学 フィンランド科学文学協会 | フィンランド国立図書館 ヘルシンキ大学 （ヘルシンキ）                                              | フィンランド     | 2003年11月17日 | [ 63 ] [ 64 ] [ 65 ]                             |
| 2002 | トリニティ・カレッジ (ダブリン大学)     | 学術ホール トリニティ・カレッジ (ダブリン大学) （ダブリン）                                       | アイルランド     | 2002年11月14日 | [ 66 ] [ 67 ]                                    |
| 2001 | ユトレヒト大学                          | 学術棟 （ユトレヒト）                                                                             | オランダ         | 2001年11月21日 | [ 68 ]                                           |
| 2000 | ウィットウォーターズランド大学          | 大講堂 ウィットウォーターズランド大学 （ヨハネスブルグ）                                          | 南アフリカ       | 2000年11月1日  | [ 69 ]                                           |
| 1999 | ノルウェー科学技術大学                  | 講堂 ノルウェー科学技術大学 （トロンハイム）                                                      | ノルウェー       | 1999年11月11日 | [ 70 ] [ 71 ]                                    |
| 1998 | ヴィクトリア大学ウェリントン校          | ハンター棟, （ウェリントン）                                                                      | ニュージーランド | 1998年11月19日 | [ 72 ] [ 73 ]                                    |
| 1997 | チュラーロンコーン大学                  | 講堂 チュラーロンコーン大学 （バンコク）                                                          | タイ             | 1997年11月12日 | [ 74 ]                                           |
| 1996 | オックスフォード大学                    | ヴォルテールルーム テイラー図書館 （オックスフォード）                                            | イギリス         | 1996年11月23日 | [ 75 ]                                           |
| 1995 | INBA CONACULTA                          | ベジャス・アルテス宮殿 （メキシコシティ）                                                         | メキシコ         | 1995年12月16日 | [ 76 ]                                           |
| 1994 | CODATA ICSU UNESCO                      | レ・マネージュ コンベンションセンター （シャンベリ）                                              | フランス         | 1994年9月19日  | [ 77 ] [ 78 ]                                    |
| 1993 | メキシコ合衆国大統領                    | ベジャス・アルテス宮殿 （メキシコシティ）                                                         | メキシコ         | 1993年12月19日 | [ 79 ]                                           |
| 1992 | ナショナルリサーチカウンシル (カナダ)   | レスター・ピーターソン棟 （オタワ）                                                               | カナダ           | 1992年11月27日 | [ 80 ]                                           |
| 1991 | オーストラリア国立大学                  | 学長棟 オーストラリア国立大学（キャンベラ）                                                       | オーストラリア   | 1991年11月14日 | [ 81 ]                                           |
| 1990 | スイス連邦工科大学チューリッヒ校        | クポラルーム スイス連邦工科大学チューリッヒ校 （チューリッヒ）                                    | スイス           | 1990年11月22日 | [ 82 ]                                           |
| 1989 | マサチューセッツ工科大学                | エジャートンホール MIT （ケンブリッジ）                                                           | アメリカ合衆国   | 1989年11月8日  | [ 83 ]                                           |
| 1988 | 国立ポリテクニックインスティチュート    | ベジャス・アルテス宮殿 （メキシコシティ）                                                         | メキシコ         | 1988年11月19日 | [ 84 ] [ 85 ]                                    |
| 1987 | ハイデルベルク大学                      | アルテ・アウラ ハイデルベルク大学 （ハイデルベルク）                                              | ドイツ           | 1987年11月26日 | [ 86 ]                                           |
| 1986 | グアダラハラ大学                        | テアトロデゴヤド（グアダラハラ）                                                                  | メキシコ         | 1986年11月6日  | [ 87 ]                                           |
| 1985 | スウェーデン王立工科大学                | コレギエサレン（ストックホルム）                                                                  | スウェーデン     | 1985年11月21日 | [ 88 ]                                           |
| 1984 | 世界文化理事会                          | サンペドロ講堂（モンテレイ）                                                                      | メキシコ         | 1984年11月29日 | [ 89 ]                                           |

## 注記
1. ↑  アルベルト・アインシュタイン世界科学賞は毎年、ホセ・バスコンセロス世界教育賞、レオナルド・ダ・ヴィンチ世界芸術賞は隔年で授与される。